# Wildschieter

Wildschieter collectie Zuiderzeemuseum

De wildschieter (wyldsjitter op zijn Fries) is een smal jagersbootje, verwant aan de tjotters.
Het schip is glad gebouwd, rond in voor- en achterkant en vrij recht in de zij. Het is een vlak scheepje met een hoekige kim. Het wordt ook wel een eengangsbootje genoemd,  dus met slechts één gang tussen vlak en berghout. De bodem is rond met een kielgang in het midden en twee kimgangen. De voorsteven is krom en rechthoekig van doorsnede.
De bekende Friese scheepsbouwer Eeltje Holtrop van der Zee bouwde 25 wildschieters, doorgaans met een lengte van 14 voet (ruim 4 meter). Hij leverde ze met riemen, roer en een zwaard voor een prijs van 33 en twintig jaar later 50 gulden.

## Toepassing
Het bootje werd in Friesland gebruikt voor de jacht op waterwild. Om niet op te vallen werden deze schepen licht en vooral laag gebouwd. De bemanning bestond uit een roeier en een jager. In de herfst, als de eenden, ganzen en zwanen neerstreken op de Friese meren tijdens hun trek naar het zuiden, roeide men naar het jachtgebied. Men wikkelde de riemen in lappen, zodat zij geen geluid maakten. Als er na veel geduld en omzichtigheid een koppel vogels was benaderd, nam de jager liggend plaats achter het ganzenroer, een zwaar kaliber geweer met een lengte van 2,70 meter. Het ganzenroer lag in een speciaal holletje, de richtschraag. De kolf van het geweer rustte tegen de schouder van de jager. Als alles in gereedheid was gebracht, vuurde hij een pond hagel af op de vogels in de hoop enkele te raken. Wildschieters werden later ook wel als plezierjacht gebruikt. Dan werden ze voorzien van een mast en spriettuig.
In de schepenhal van het Zuiderzeemuseum bevindt zich een exemplaar uit 1920.